# Branko Grahovac
Branko Grahovac (Chirilice sârbe: Бранко Граховац; n. 8 iulie 1983, Gradiška⁠(d), Republika Srpska, Bosnia și Herțegovina) este un fotbalist bosniac care joacă pe postul de portar.

## Titluri
Oțelul Galați
- Liga I (1): 2010-2011[3]